# 連邦安全保障政策アカデミー
座標: 北緯52度34分36秒 東経13度24分22秒 / 北緯52.576702013567度 東経13.406002521514893度
連邦安全保障政策アカデミー（れんぽうあんぜんほしょうせいさくアカデミー、ドイツ語：Bundesakademie für Sicherheitspolitik、略称：BAKS）は、ドイツ連邦共和国連邦国防省が担当する安全保障政策に関わるシンクタンク。施設は1950年代にドイツ人民共和国政府が建設したパンコウ区のニーダーシェーンハウゼン宮殿複合施設に所在している。

## 任務と目的
連邦安全保障政策アカデミーは連邦政府および民間セクターによる将来的な国家安全保障に関わる政策に関する提言を包括し、この分野に関連する個人に対して教育を施すことにある。国家安全保障に関する政策や州そして個人に対する全分野を対象としている。さらにアカデミーは世界的な人脈を構築することも含まれる。
連邦安全保障政策アカデミーは国益のためにアカデミー自体が討論フォーラムとして機能し、ドイツを取り巻く国際社会と国際機関が関わる安全保障政策を支援する。
主要事業は連邦政府と州政府の経済及び科学に関する代表約30人で構成される6か月間に渡る年次セミナーである。また、一部は外務省や超国家機関からの参加者もいる。

## 組織と学長
学長と副学長は、外務省と国防省で交互に任命される。アカデミー本部は研究区域と支援区域の管理部に隣接している。研究区域の職員は外務省、連邦内務省、連邦法務省、連邦財務省、連邦経済技術省、連邦国防省および連邦経済協力省からの出向者で構成される。
連邦アカデミー評議会は連邦首相の指導下で連邦安全保障評議会評議員で構成され、アカデミーの教育方針を決定する。諮問委員会は評議会による教育内容と形態について評価する。
| 代 | 氏名                                          | 期間                  | 備考       |
| -- | --------------------------------------------- | --------------------- | ---------- |
| 1  | ディーター・ヴェラースホフ Dieter Wellershoff | 1992年 - 1995年       | 元海軍大将 |
| 2  | ギュンター・ヨッツェ de:Günter Joetze         | 1995年 - 1999年       | 元大使     |
| 3  | ハンス・フランク de:Hans Frank (Admiral)      | 1999年 - 2004年3月    | 元海軍中将 |
| 4  | ルドルフ・アダム Rudolf Adam                  | 2004年4月 - 2008年3月 |            |
| 5  | ケルステン・ラール de:Kersten Lahl            | 2008年4月 -           | 元陸軍中将 |

## 
- （ドイツ語） Der Webauftritt der Bundesakademie für Sicherheitspolitik